# Kriens
Kriens (gsw. Chriens, Chriends) – miasto i gmina w środkowej Szwajcarii, w niemieckojęzycznej części kraju, w kantonie Lucerna, siedziba administracyjna okręgu Luzern-Land. Pod względem liczby ludności jest największą gminą w okręgu.

## Demografia
W Kriens mieszka 28 613 osób. W 2021 roku 27,30% populacji gminy stanowiły osoby urodzone poza Szwajcarią.

## Współpraca
Miejscowość partnerska:
- San Damiano d’Asti, Włochy

## Transport
Przez teren miasta przebiega autostrada A2 oraz droga główna nr 2a.